# Dafne (ópera)

Dafne perseguida por Apolo, pintura de Giovanni Battista Tiepolo, 1744.

Dafne é a mais antiga composição que se pode classificar como ópera. A música é de Jacopo Peri e Jacopo Corsi, com libreto de Ottavio Rinuccini, baseada na lenda de Dafne. 
Foi composta em 1594 e é considerada a primeira ópera. Seis fragmentos da composição sobreviveram, dois de Corsi e quatro de Peri, todavia, a maior parte da música escrita por Corsi e Peri está perdida. O libreto, de Ottavio Rinuccini, sobreviveu intacto. 
Patrocinada por Jacopo Corsi, Dafne estreou no Carnaval de 26 de Dezembro de 1598, no Palazzo Corsi (Palazzo Tornabuoni) em Florença. 
Dafne conta a história de Apolo, o senhor das artes, da música e da medicina, o mais belo dos deuses que certo dia desafiou o deus do amor, dizendo que suas flechas eram mais poderosas do que as do pequeno Cupido.
Para provar que as flechas do senhor das artes nada podiam, Cupido lançou uma flecha com ponto de ouro no coração de Apolo, despertando nele a paixão pela bela Dafne, uma ninfa, filha do rio-deus Peneu. Em Dafne, lançou-se uma flecha com ponta de chumbo, provocando repulsa por Apolo.
Para fugir da perseguição de Apolo, Dafne pediu ajuda ao pai, que a transformou em uma planta, o loureiro, Apolo chorou por ter perdido Dafne e jurou que a levaria para sempre consigo, por isso, desde então, a coroa de louros se transformou no símbolo do deus Apolo.

## História
Dafne foi escrita para um conjunto menor que os das óperas posteriores de Claudio Monteverdi, ou seja, um cravo, um alaúde, uma viola da gamba, um arquilaúde, e uma flauta tripe. Com base num novo desenvolvimento do tempo, Peri e Corsi criaram recitativos com a ajuda de Rinuccini, discursos melódicos acompanhados por música, como parte central da ópera.
A história de Apolo enamorado da ninfa Dafne foi composta por Jacopo Peri e Jacopo Corsi para um círculo reduzido da elite de humanistas de Florença, a Camerata Florentina, em 1594. Por intermédio e patrocínio de Jacopo Corsi, foi apresentada no Carnaval de 26 de Dezembro de 1598 no Palazzo Corsi (Palazzo Tornabuoni) em Florença  e constituiu uma tentativa de reviver a tragédia grega, convertendo-se em uma nova forma de entretenimento popular que se desenvolveria nos seguintes 400 anos.
A maior parte da música de Corsi e Peri está perdida apesar da sua popularidade na Europa ao tempo da sua publicação, mas chegou aos nossos dias o libreto de Otávio constituído por 455 versos. A família florentina dos Medici, senhores de Florença, foi quem encomendou a Peri a ópera Euridice para ser representada no casamento de Maria de' Medici com Henrique IV em 1600.